# Gammaropsis nitida
Gammaropsis nitida is een vlokreeftje uit de familie Photidae. De wetenschappelijke naam van de soort is voor het eerst geldig gepubliceerd in 1853 door William Stimpson.